# Élections sénatoriales de 1929 dans le Finistère
Les élections sénatoriales dans le Finistère ont lieu le dimanche 20 octobre 1929. Elles ont pour but d'élire les sénateurs représentant le département au Sénat pour un mandat de neuf années.

## Contexte départemental
Lors des élections sénatoriales du 9 janvier 1921 dans le Finistère, cinq sénateurs ont été élus selon un mode de scrutin majoritaire.
Quatre élus faisaient partie de la liste de Concentration Républicaine : deux Rép.G : Maurice Fenoux et Albert Louppe, un Soc.ind : Ferdinand Lancien, un Rad.ind : Théodore Le Hars.
Un de la liste Libérale : le Rép.lib Jules Fortin.

## Sénateurs sortants
Albert Louppe (Rép.G) est mort le 5 juillet 1927. Yves Guillemot (Rad.ind) est élu lors de la partielle du 2 octobre 1927.
Théodore Le Hars (Rad.ind) est mort le 2 octobre 1928, Georges Le Bail (Rad-soc) est élu lors de la partielle du 16 décembre 1928.
| Sénateur | Sénateur          | Parti   | Fonctions lors de l'élection en 1929                                                             |
| -------- | ----------------- | ------- | ------------------------------------------------------------------------------------------------ |
|          | Ferdinand Lancien | Rép.soc | Sortant, président du Conseil général, conseiller général et maire de Carhaix.                   |
|          | Yves Guillemot    | Rad.ind | Sortant, conseiller général et maire de Lanmeur.                                                 |
|          | Maurice Fenoux    | Rép.G   | Sortant, ancien conseiller général de Pont-Croix.                                                |
|          | Georges Le Bail   | Rad-soc | Sortant, ancien député, ancien conseiller général de Plogastel-Saint-Germain, maire de Plozévet. |
|          | Jules Fortin      | URD-PDP | Sortant, ancien député, conseiller général de Pont-l'Abbé. Ne se représente pas.                 |

## Listes candidates
| N° | Candidats | Candidats           | Parti   | Principales fonctions                                                                            |
| -- | --------- | ------------------- | ------- | ------------------------------------------------------------------------------------------------ |
| 01 |           | Yves Guillemot *    | Rad.ind | Sortant, conseiller général et maire de Lanmeur.                                                 |
| 02 |           | Ferdinand Lancien * | Soc.ind | Sortant, président du Conseil général, conseiller général et maire de Carhaix.                   |
| 03 |           | Georges Le Bail *   | Rad-soc | Sortant, ancien député, ancien conseiller général de Plogastel-Saint-Germain, maire de Plozévet. |
| 04 |           | Maurice Fenoux      | Rép.G   | Sortant, ancien conseiller général de Pont-Croix.                                                |
| 05 |           | Jules Le Louédec    | Rad-soc | Député, conseiller général et maire de Quimperlé.                                                |

| N° | Candidats | Candidats        | Parti       | Principales fonctions                   |
| -- | --------- | ---------------- | ----------- | --------------------------------------- |
| 01 |           | Vincent Inizan   | URD         | Député, maire de Kernouës               |
| 02 |           | Fernand Chauvel  | URD         | Maire de Combrit.                       |
| 03 |           | Jean-Louis Henry | URD         | Ancien député, maire de Lennon.         |
| 04 |           | Pierre Mocaër    | PDP         | Conseiller général de Ouessant.         |
| 05 |           | Daniel Le Hir    | PDP (ex AF) | Conseiller général et maire de Daoulas. |

| N° | Candidats | Candidats        | Parti | Principales fonctions                                                      |
| -- | --------- | ---------------- | ----- | -------------------------------------------------------------------------- |
| 01 |           | Hippolyte Masson | SFIO  | Employé PTT. Député, conseiller général de Brest-3, ancien maire de Brest. |
| 02 |           | Pierre Saliou    | SFIO  | Cultivateur. Maire de Poullaouen.                                          |
| 03 |           | Yves Queffélec   | SFIO  | Retraité de la Gendarmerie. Maire d'Audierne.                              |
| 04 |           | Antoine le Floch | SFIO  | Ébéniste et commerçant à Douarnenez.                                       |
| 05 |           | Isidore Le Cozic | SFIO  | Receveur des contributions indirectes.                                     |

| N° | Candidats | Candidats          | Parti | Principales fonctions |
| -- | --------- | ------------------ | ----- | --------------------- |
| 01 |           | Daniel Le Flanchec | Comm  | Maire de Douarnenez.  |

## Résultats
|                | Ferdinand Lancien *               | Rép.soc        | 667   | 49,78 | 756   | 56,21 |  |  |
|                | Yves Guillemot *                  | Rad.ind        | 651   | 48,58 | 746   | 55,47 |  |  |
|                | Georges Le Bail *                 | Rad-soc        | 613   | 45,75 | 729   | 54,20 |  |  |
|                | Maurice Fenoux *                  | Rép.G          | 607   | 45,30 | 713   | 53,01 |  |  |
|                | Jules Le Louédec                  | Rad-soc        | 576   | 42,99 | 692   | 51,45 |  |  |
|                |                                   |                |       |       |       |       |  |  |
|                | Vincent Inizan                    | URD            | 610   | 45,52 | 613   | 45,58 |  |  |
|                | Fernand Chauvel                   | URD            | 576   | 42,99 | 585   | 43,49 |  |  |
|                | Jean-Louis Henry                  | URD            | 573   | 42,76 | 575   | 42,75 |  |  |
|                | Pierre Mocaër                     | PDP            | 561   | 41,87 | 567   | 42,16 |  |  |
|                | Daniel Le Hir                     | PDP (ex AF)    | 532   | 39,70 | 550   | 40,89 |  |  |
|                |                                   |                |       |       |       |       |  |  |
|                | Hippolyte Masson[réf. nécessaire] | SFIO           | 118   | 8,81  |       |       |  |  |
|                | Pierre Saliou                     | SFIO           | 108   | 8,06  |       |       |  |  |
|                | Yves Queffélec                    | SFIO           | 105   | 7,84  |       |       |  |  |
|                | Antoine le Floch                  | SFIO           | 102   | 7,61  |       |       |  |  |
|                | Isidore Le Cozic                  | SFIO           | 100   | 7,46  |       |       |  |  |
|                |                                   |                |       |       |       |       |  |  |
|                | Daniel Le Flanchec                | Comm           | 18    | 1,34  | 12    | 0,89  |  |  |
|                |                                   |                |       |       |       |       |  |  |
|                | Divers                            |                | 29    | 2,16  |       |       |  |  |
|                |                                   |                |       |       |       |       |  |  |
| Inscrits       | Inscrits                          | Inscrits       | 1 350 |       | 1 350 |       |  |  |
| Abstentions    | Abstentions                       | Abstentions    | 5     | 0,37  | 1     | 0,07  |  |  |
| Votants        | Votants                           | Votants        | 1 345 | 99,63 | 1 349 | 99,93 |  |  |
| Blancs et nuls | Blancs et nuls                    | Blancs et nuls | 5     | 0,37  | 4     | 0,30  |  |  |
| Exprimés       | Exprimés                          | Exprimés       | 1 340 | 99,63 | 1 345 | 99,70 |  |  |

### Sénateurs élus
| Sénateur | Sénateur            | Parti   | Fonctions lors de l'élection en 1929                                                             |
| -------- | ------------------- | ------- | ------------------------------------------------------------------------------------------------ |
|          | Ferdinand Lancien * | Soc.ind | Sortant, président du Conseil général, conseiller général et maire de Carhaix.                   |
|          | Yves Guillemot *    | Rad.ind | Sortant, conseiller général et maire de Lanmeur.                                                 |
|          | Georges Le Bail *   | Rad-soc | Sortant, ancien député, ancien conseiller général de Plogastel-Saint-Germain, maire de Plozévet. |
|          | Maurice Fenoux *    | Rép.G   | Sortant, ancien conseiller général de Pont-Croix.                                                |
|          | Jules Le Louédec    | Rad-soc | Député, conseiller général et maire de Quimperlé.                                                |